# دهارانا
دهارانا (دارانا) (انگلیسی: Dharana)،
اولین مرحله از مراقبه است.

## دهارانا
دانش عینی همیشه واحد مرکبی است که به شرح زیر قابل تحلیل است:
هر چیزی که دریافت یا اندیشه شود، همراه دانش سه گانهٔ اسم، معنا و صورت است، که همزمان با این دانش عینی، سه دانش آگاهی روانی، وجه دریافت، یعنی، بینایی، شنوایی و بساوایی و غیره، و دانش شیء هم وجود دارند.
معمولاً دانش همزمان به بیش از یک شیء حاضر در ذهن هم هست، اما وقتی روی یکی تمرکز می‌شود، دیگر دانش‌ها به تدریج از میان برمی‌خیزند تا روان آن شیء را دریافت کند که منحصراً و عمیقاً به آن می‌اندیشد.
چنین تمرکزی در ابتدا لحظهٔ است، اما در اثر ممارست ««مداوم»» می‌شود. در مرحلهٔ آغازین که وقفه‌هایی استمرار چنین تمرکزی را به هم می‌زنند، تمرکز را دهارانا (Dharana) [تمرکز موقت] می‌گویند؛ وقتی مدت تمرکز بی وقفه و ممتد می‌شود، آن را دهایانا (Dhayana) [تمرکز مستمر] می‌نامند.

## تجرد از محسوسات
یوگی وقتی به مرتبهٔ تجرد از محسوسات نائل آمد، آمادهٔ سه مرتبهٔ آخر یوگا یعنی تمرکز نیروی معنوی (Dharana) و تفکر و مراقبه (dhyana) و وصال مطلق یا فنا و استغراق (samadhi) است.

## مجموعه
تمرکز نیروی معنوی (Dharana) و تفکر و مراقبه (dhyana) و سر انجام وصال مطلق یا فنا و استغراق در ذات خویش (samadhi) آنچنان به هم نزدیک و مرتبط اند و طوری درهم آمیخته‌اند که همهٔ آنان را رویهم «مجموعه» (samyama) می‌گویند.